# Zermezeele
Zermezeele (prononcé [zɛʁməzɛl] ; (Zermezeele en flamand occidental) est une commune française, située dans le département du Nord en région Hauts-de-France.

## Géographie

### Communes limitrophes
|                | Ledringhem | Wormhout  |
| Arnèke         | Zermezeele |           |
| Wemaers-Cappel |            | Hardifort |

### Hydrographie

#### Réseau hydrographique
La commune est située dans le bassin Artois-Picardie. Elle est drainée par la Peene Becque et la Zermezeele Becque,.
La Peene Becque, d'une longueur de 24 km, prend sa source dans la commune de Cassel, à 86 m d'altitude, et se jette  dans l'Yser à Wormhout, à 6 m d'altitude, après avoir traversé dix communes. 

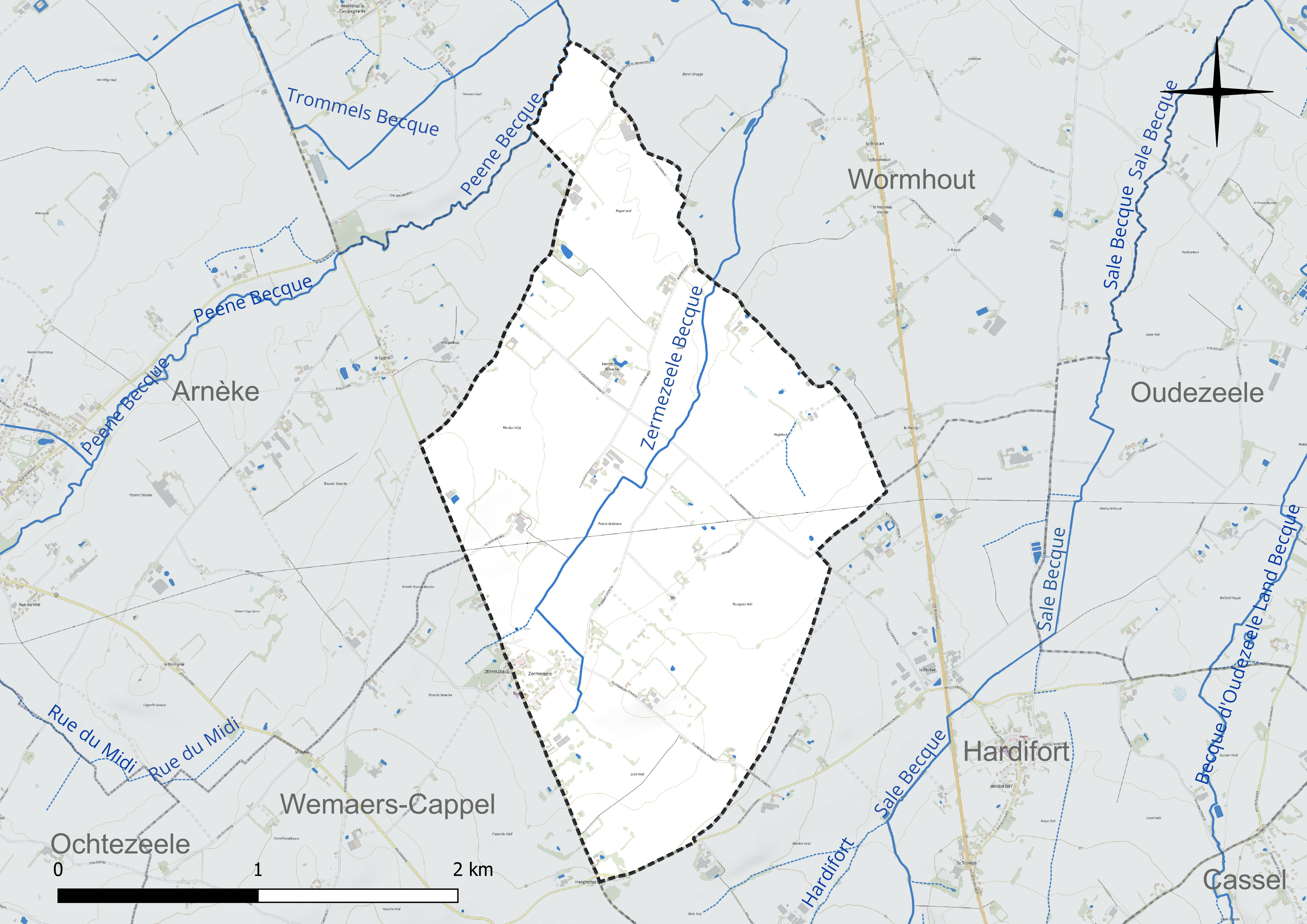
Réseau hydrographique de Zermezeele.

#### Gestion et qualité des eaux
Le territoire communal est couvert par le schéma d'aménagement et de gestion des eaux (SAGE) « Yser ». Ce document de planification concerne un territoire de 381 km2 de superficie, délimité par le bassin versant de l'Yser en France. Le périmètre a été arrêté le 8 novembre 2005 et le SAGE proprement dit a été approuvé le 30 novembre 2016. La structure porteuse de l'élaboration et de la mise en œuvre est l'Union syndicale d'aménagement hydraulique du Nord (USAN). 
La qualité des cours d'eau peut être consultée sur un site dédié géré par les agences de l'eau et l'Agence française pour la biodiversité. 

### Climat
Pour des articles plus généraux, voir Climat des Hauts-de-France et Climat du Nord.
En 2010, le climat de la commune est de type climat océanique altéré, selon une étude du CNRS s'appuyant sur une série de données couvrant la période 1971-2000. En 2020, Météo-France publie une typologie des climats de la France métropolitaine dans laquelle la commune est exposée à un climat océanique et est dans la région climatique  Côtes de la Manche orientale, caractérisée par un faible ensoleillement (1 550 h/an) ; forte humidité de l'air (plus de 20 h/jour avec humidité relative > 80 % en hiver), vents forts fréquents. 
Pour la période 1971-2000, la température annuelle moyenne est de 10,4 °C, avec une amplitude thermique annuelle de 13,9 °C. Le cumul annuel moyen de précipitations est de 788 mm, avec 13 jours de précipitations en janvier et 8,2 jours en juillet. Pour la période 1991-2020, la température moyenne annuelle observée sur la station météorologique la plus proche, située sur la commune de Steenvoorde à 9 km à vol d'oiseau, est de 11,2 °C et le cumul annuel moyen de précipitations est de 727,8 mm,. Pour l'avenir, les paramètres climatiques de la commune estimés pour 2050 selon différents scénarios d'émission de gaz à effet de serre sont consultables sur un site dédié publié par Météo-France en novembre 2022.

## Urbanisme

### Typologie
Au 1er janvier 2024, Zermezeele est catégorisée commune rurale à habitat dispersé, selon la nouvelle grille communale de densité à sept niveaux définie par l'Insee en 2022.
Elle est située hors unité urbaine et hors attraction des villes,.

### Occupation des sols
L'occupation des sols de la commune, telle qu'elle ressort de la base de données européenne d'occupation biophysique des sols Corine Land Cover (CLC), est marquée par l'importance des territoires agricoles (100 % en 2018), une proportion identique à celle de 1990 (100 %). La répartition détaillée en 2018 est la suivante : 
terres arables (100 %). L'évolution de l'occupation des sols de la commune et de ses infrastructures peut être observée sur les différentes représentations cartographiques du territoire : la carte de Cassini (XVIIIe siècle), la carte d'état-major (1820-1866) et les cartes ou photos aériennes de l'IGN pour la période actuelle (1950 à aujourd'hui).

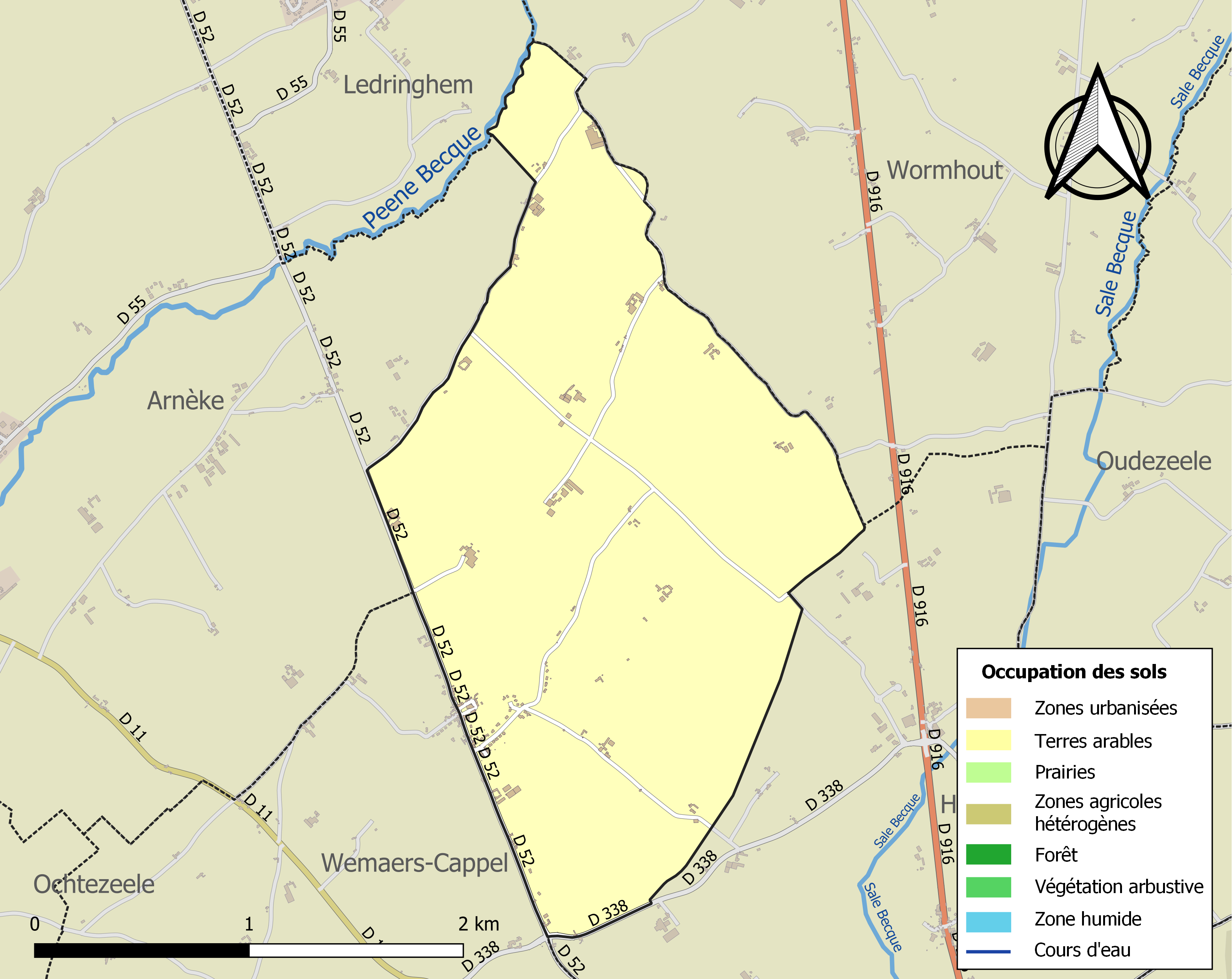
Carte des infrastructures et de l'occupation des sols de la commune en 2018 (CLC).

## Toponymie
Le nom de la localité est attesté sous les formes Zemerzelle et Zarmezelle en 1423.
Elle se nomme Zermezeele /zɛ:rməzi.ələ/ en flamand occidental et Zermezele en flamand et en néerlandais.
À l'origine, le lieu s'appelait Harming (« terre d'Harmo »). L'endroit est mentionné sous le vocable de Harmingesele en 1190 dans le cartulaire de Thérouanne.

## Histoire
Zermezeele était traversée par une voie romaine menant de Cassel à Mardyck. Son tracé suivait plus ou moins celui de l'actuelle route départementale 52.
En 1191, Didier, évêque de Thérouanne, donne au chapitre de chanoines de Thérouanne, l'autel d'Harmingesele pour célébrer l'anniversaire de son frère Roger, (dit Roger le Jeune), châtelain de Courtrai et de son neveu Bernard (Didier et Roger le Jeune sont tous deux fils de Roger Ier de Courtrai, châtelain de Courtrai et châtelain de Gand).
Vers 1241, le chevalier Baudouin de Hardinfort (Hardifort) a vendu au chapitre de chanoines de Cassel la dîme se prélevant à Zerminghezele (Zermezeele); le chapitre va lui-même vendre cette dîme au chapitre de Thérouanne.
Du point de vue religieux, la commune était située dans le diocèse de Thérouanne puis dans le diocèse d'Ypres, doyenné de Cassel.

## Héraldique
| Blason de Zermezeele | Blason  | D'argent au chef de gueules, et un bâton de sable brochant en bande sur le tout. |
| Blason de Zermezeele | Détails |                                                                                  |

## Politique et administration

### Liste des maires
Maire en 1802-1803 : Pierre Dehaene.
Maire en 1807 : Caron.

Maire en 1881 : Vandaele.
| Période    | Période  | Identité                                    | Étiquette | Qualité |
| ---------- | -------- | ------------------------------------------- | --------- | ------- |
| avant 1861 | 1865     | Pierre Reumaux                              |           |         |
| 1865       | 1871     | Joseph Vandaele                             |           |         |
| 1871       | 1876     | Augustin Deschodt                           |           |         |
| 1876       |          | Jacques Cailliau                            |           |         |
| 1883       | 1887     | J. Vandaele                                 |           |         |
| 1888       | 1896     | Jh Vandaele                                 |           |         |
| 1897       | 1904     | B. Reumaux                                  |           |         |
| 1904       | 1935     | C. Vandaele                                 |           |         |
| 1935       | 1939     | E. Verhaeghe                                |           |         |
| 1951       | 1977     | F. Decuyper                                 |           |         |
| 1977       | 1978     | F. Dassonneville                            |           |         |
|            |          |                                             |           |         |
| 2001       | 2014     | Gérard Ioos                                 |           |         |
| 2014       | En cours | Émidia Koch Réélue pour le mandat 2020-2026 |           |         |

### Tendances politiques et résultats
Le résultat de l'élection présidentielle de 2012 dans cette commune est le suivant :
| Candidat       | Candidat                    | Premier tour | Premier tour | Second tour | Second tour |
| Candidat       | Candidat                    | Voix         | %            | Voix        | %           |
| -------------- | --------------------------- | ------------ | ------------ | ----------- | ----------- |
|                | Eva Joly (EÉLV)             | 2            | 1,46         |             |             |
|                | Marine Le Pen (FN)          | 27           | 19,71        |             |             |
|                | Nicolas Sarkozy (UMP)       | 50           | 36,50        | 74          | 60,66       |
|                | Jean-Luc Mélenchon (FG)     | 8            | 5,84         |             |             |
|                | Philippe Poutou (NPA)       | 0            | 0,00         |             |             |
|                | Nathalie Arthaud (LO)       | 1            | 0,73         |             |             |
|                | Jacques Cheminade (SP)      | 0            | 0,00         |             |             |
|                | François Bayrou (MoDem)     | 17           | 12,41        |             |             |
|                | Nicolas Dupont-Aignan (DLR) | 3            | 2,19         |             |             |
|                | François Hollande (PS)      | 29           | 21,17        | 48          | 39,37       |
|                |                             |              |              |             |             |
| Inscrits       | Inscrits                    | 156          | 100,00       | 156         | 100,00      |
| Abstentions    | Abstentions                 | 15           | 9,62         | 21          | 13,46       |
| Votants        | Votants                     | 141          | 90,38        | 135         | 86,54       |
| Blancs et nuls | Blancs et nuls              | 4            | 2,84         | 13          | 9,63        |
| Exprimés       | Exprimés                    | 137          | 97,16        | 122         | 90,37       |

Le résultat de l'élection présidentielle de 2017 dans cette commune est le suivant :
| Candidat    | Candidat                    | Premier tour | Premier tour | Deuxième tour | Deuxième tour |  |
| Candidat    | Candidat                    | %            | Voix         | %             | Voix          |  |
| ----------- | --------------------------- | ------------ | ------------ | ------------- | ------------- |  |
|             | Nicolas Dupont-Aignan (DLF) | 12,24        | 18           |               |               |  |
|             | Marine Le Pen (FN)          | 25,17        | 37           | 42,06         | 53            |  |
|             | Emmanuel Macron (EM)        | 22,45        | 33           | 57,94         | 73            |  |
|             | Benoît Hamon (PS)           | 0,68         | 1            |               |               |  |
|             | Nathalie Arthaud (LO)       | 1,36         | 2            |               |               |  |
|             | Philippe Poutou (NPA)       | 1,36         | 2            |               |               |  |
|             | Jacques Cheminade (SP)      | 0,68         | 1            |               |               |  |
|             | Jean Lassalle (RES)         | 0,68         | 1            |               |               |  |
|             | Jean-Luc Mélenchon (LFI)    | 10,88        | 16           |               |               |  |
|             | François Asselineau (UPR)   | 0,00         | 0            |               |               |  |
|             | François Fillon (LR)        | 24,49        | 36           |               |               |  |
|             |                             |              |              |               |               |  |
| Inscrits    | Inscrits                    | 162          | 100,00       | 162           | 100,00        |  |
| Abstentions | Abstentions                 | 11           | 6,79         | 23            | 14,20         |  |
| Votants     | Votants                     | 151          | 93,21        | 139           | 85,80         |  |
| Blancs      | Blancs                      | 2            | 1,32         | 11            | 7,91          |  |
| Nuls        | Nuls                        | 2            | 1,32         | 2             | 1,44          |  |
| Exprimés    | Exprimés                    | 147          | 97,35        | 126           | 90,65         |  |

## Population et société

### Démographie

#### Évolution démographique
L'évolution du nombre d'habitants est connue à travers les recensements de la population effectués dans la commune depuis 1793. Pour les communes de moins de 10 000 habitants, une enquête de recensement portant sur toute la population est réalisée tous les cinq ans, les populations de référence des années intermédiaires étant quant à elles estimées par interpolation ou extrapolation. Pour la commune, le premier recensement exhaustif entrant dans le cadre du nouveau dispositif a été réalisé en 2007.

En 2022, la commune comptait 245 habitants, en évolution de +16,11 % par rapport à 2016 (Nord : +0,51 %, France hors Mayotte : +2,11 %).
| 1793 | 1800 | 1806 | 1821 | 1831 | 1836 | 1841 | 1846 | 1851 |
| ---- | ---- | ---- | ---- | ---- | ---- | ---- | ---- | ---- |
| 373  | 407  | 421  | 404  | 437  | 430  | 432  | 413  | 409  |

| 1856 | 1861 | 1866 | 1872 | 1876 | 1881 | 1886 | 1891 | 1896 |
| ---- | ---- | ---- | ---- | ---- | ---- | ---- | ---- | ---- |
| 373  | 385  | 395  | 373  | 372  | 359  | 338  | 341  | 337  |

| 1901 | 1906 | 1911 | 1921 | 1926 | 1931 | 1936 | 1946 | 1954 |
| ---- | ---- | ---- | ---- | ---- | ---- | ---- | ---- | ---- |
| 345  | 326  | 307  | 292  | 266  | 265  | 259  | 264  | 244  |

| 1962 | 1968 | 1975 | 1982 | 1990 | 1999 | 2006 | 2007 | 2012 |
| ---- | ---- | ---- | ---- | ---- | ---- | ---- | ---- | ---- |
| 231  | 196  | 161  | 137  | 167  | 178  | 191  | 193  | 198  |

| 2017 | 2022 | - | - | - | - | - | - | - |
| ---- | ---- | - | - | - | - | - | - | - |
| 223  | 245  | - | - | - | - | - | - | - |

#### Pyramide des âges
La population de la commune est relativement jeune.
En 2018, le taux de personnes d'un âge inférieur à 30 ans s'élève à 34,1 %, soit en dessous de la moyenne départementale (39,5 %). À l'inverse, le taux de personnes d'âge supérieur à 60 ans est de 19,2 % la même année, alors qu'il est de 22,5 % au niveau départemental.
En 2018, la commune comptait 117 hommes pour 108 femmes, soit un taux de 52 % d'hommes, largement supérieur au taux départemental (48,23 %).
Les pyramides des âges de la commune et du département s'établissent comme suit.
| Hommes | Classe d’âge | Femmes |
| ------ | ------------ | ------ |
| 0,0    | 90 ou +      | 0,0    |
| 3,4    | 75-89 ans    | 4,7    |
| 13,8   | 60-74 ans    | 16,8   |
| 24,1   | 45-59 ans    | 19,6   |
| 24,1   | 30-44 ans    | 25,2   |
| 12,9   | 15-29 ans    | 11,2   |
| 21,6   | 0-14 ans     | 22,4   |

| Hommes | Classe d’âge | Femmes |
| ------ | ------------ | ------ |
| 0,5    | 90 ou +      | 1,4    |
| 5,3    | 75-89 ans    | 8,1    |
| 14,8   | 60-74 ans    | 16,2   |
| 19,1   | 45-59 ans    | 18,4   |
| 19,5   | 30-44 ans    | 18,7   |
| 20,7   | 15-29 ans    | 19,1   |
| 20,2   | 0-14 ans     | 18     |

#### Église Saint-Omer

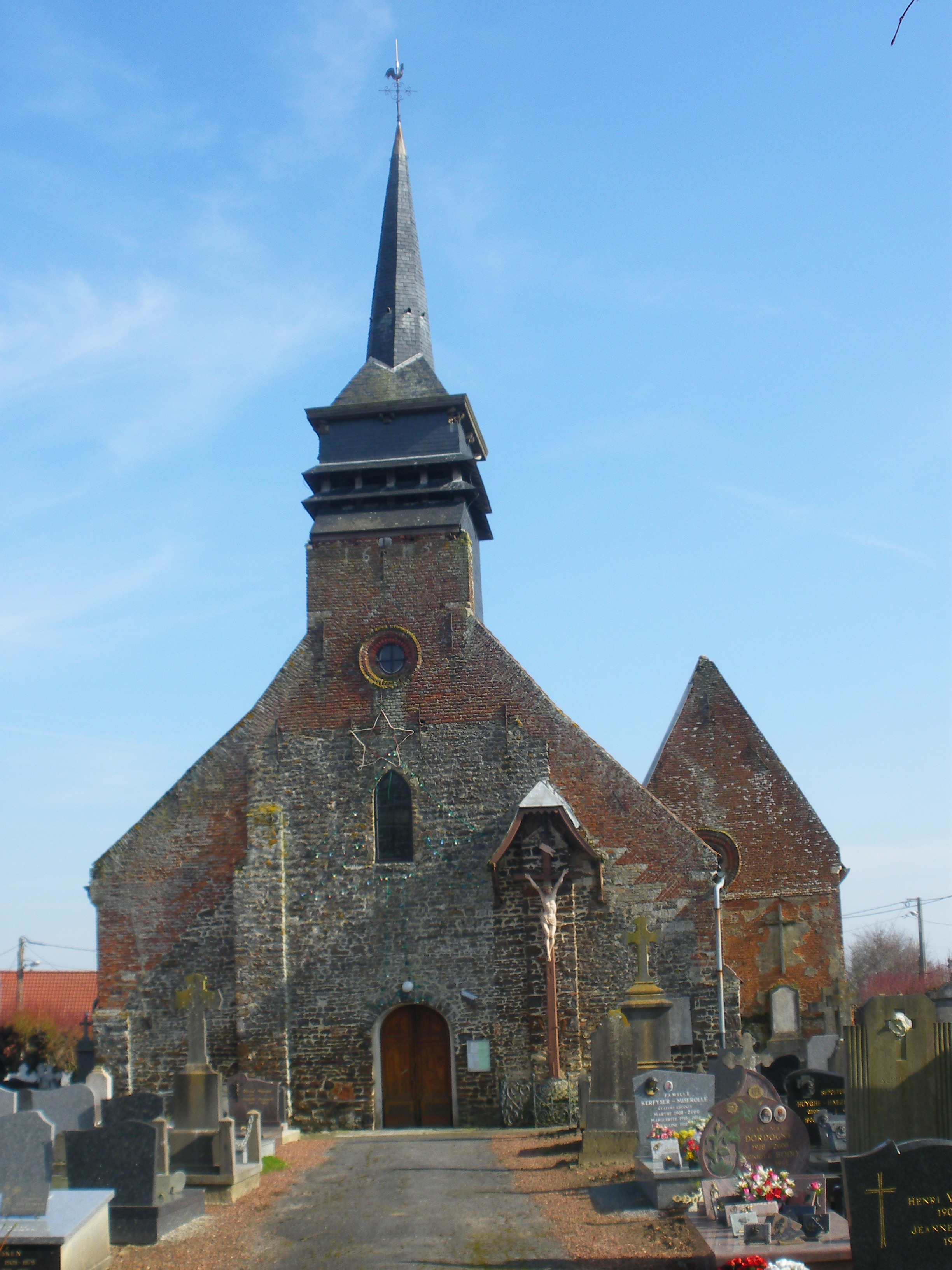
L'église Saint-Omer.

## Culture et patrimoine
Un chemin de randonnée pédestre de 11 km, le « Circuit des seigneurs de la Weesche » traverse le village et emmène dans la campagne environnante.

## Jumelages
Zermezeele n'a aucun jumelage.

## Pour approfondir